# 스피드 데이트
스피드 데이트(영어: speed dating)는 미국 로스앤젤레스에서 처음 비즈니스 모델로 시행되었다가, 이후 미국 전역으로 인기가 퍼지면서 지금은 유럽과 중국을 포함한 세계 20여개국 이상에서 미혼남녀를 서로 연결시켜 주는 역할을 톡톡히 하고 있는 싱글파티의 한 형식이다. 스피드데이트 참가자들은 일정한 장소에서 자리를 옮겨 가며 주어진 시간 동안 이성들과 대화를 하면서 서로 마음에 드는 상대를 찾게 된다.

## 같이 보기
- 소개팅
- 온라인 데이팅